# Paper Print Collection

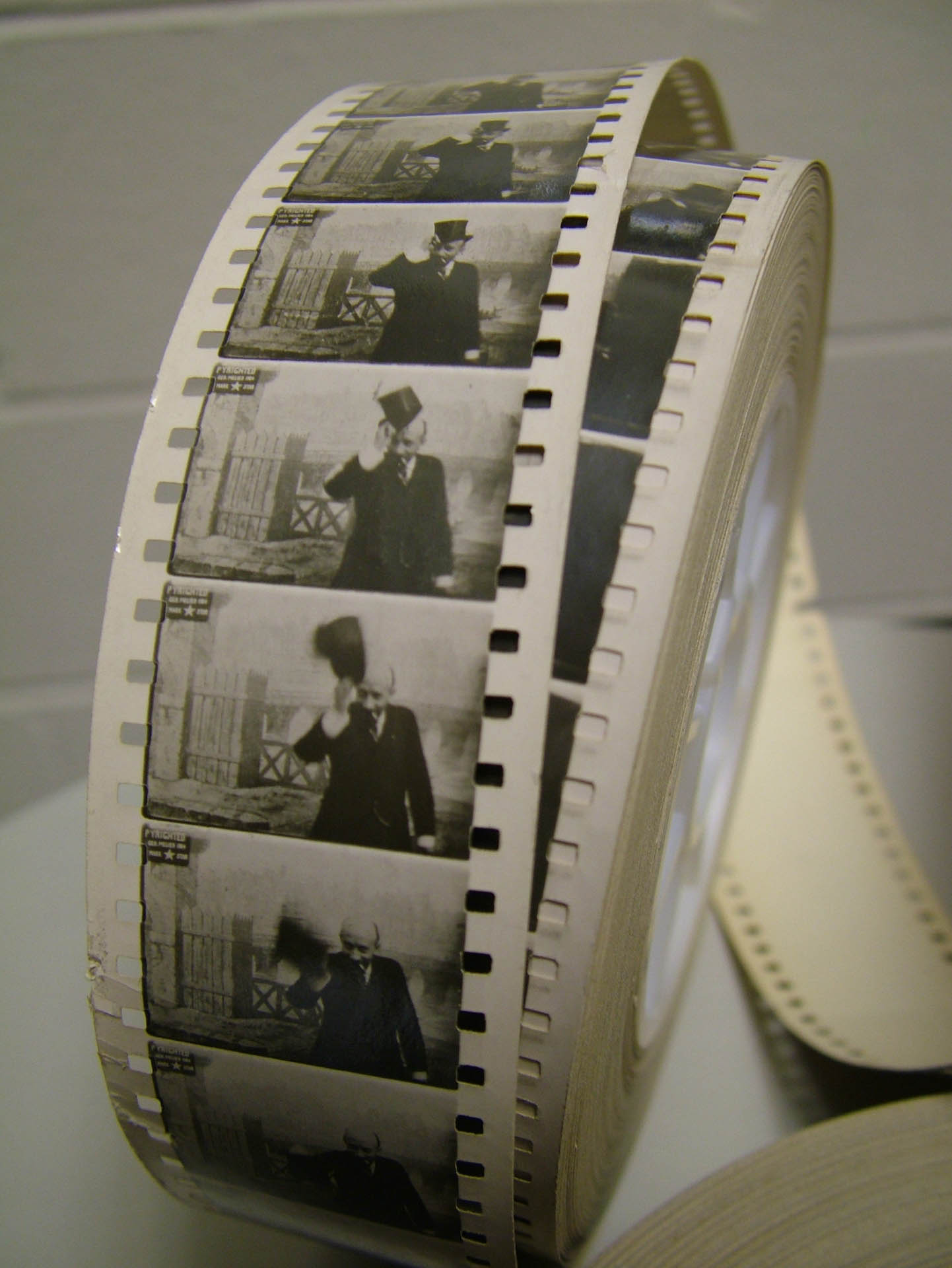
Paper Print des Films Le roi du maquillage, Georges Méliès grüßt in die Kamera, 1904

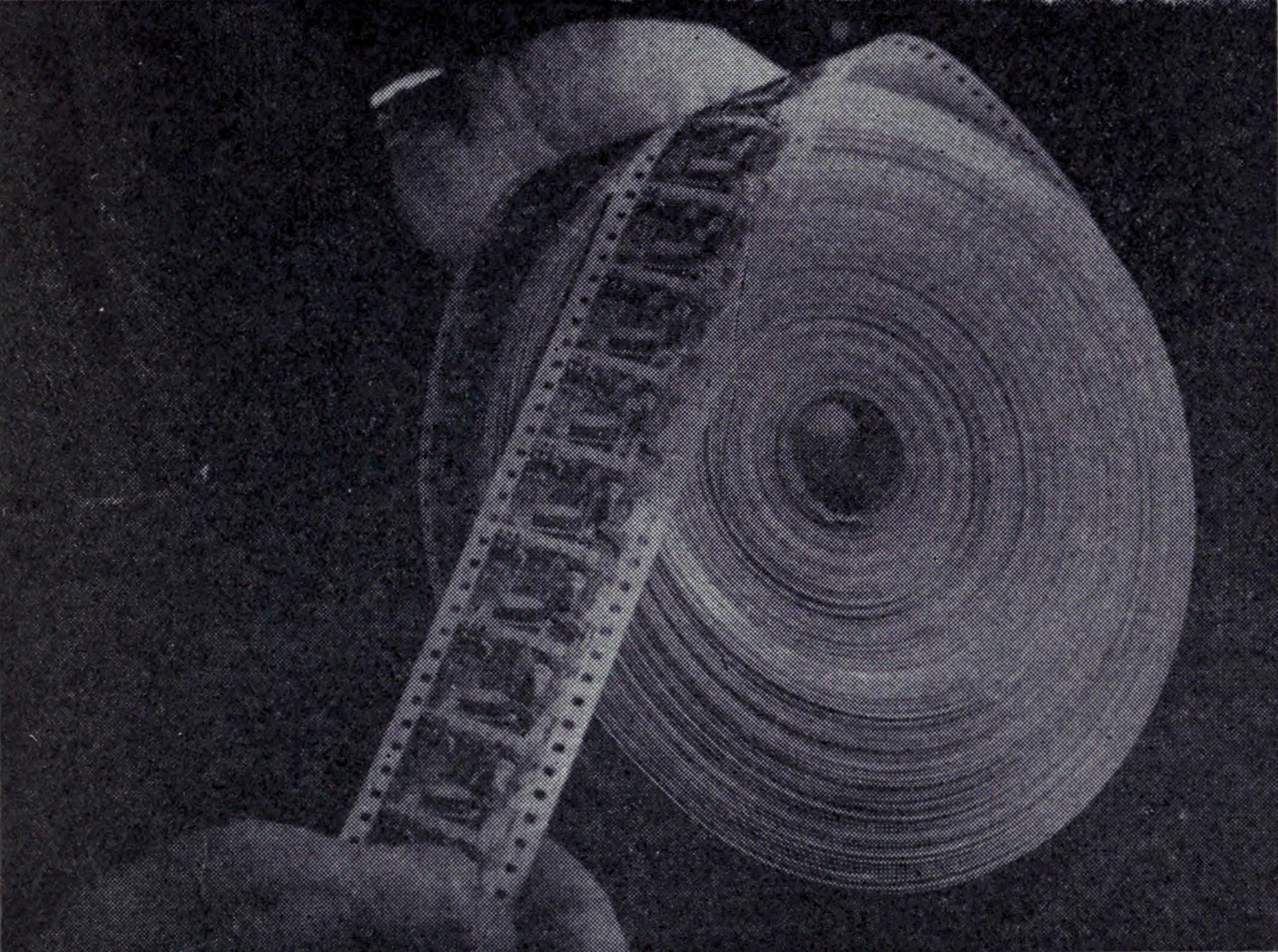
Paper Print, die Rolle mit der Bildschicht nach außen war die übliche Aufbewahrungsform

Die Paper Print Collection (deutsch: Sammlung von Papierabzügen) ist eine Sammlung von Kontaktabzügen historischer US-amerikanischer Filme auf Bromidpapier, die hauptsächlich zwischen 1894 und 1912 zur Anmeldung des Copyrights beim United States Copyright Office der Library of Congress eingereicht worden sind. Da mehr als 90 Prozent der Filmproduktion aus diesem Zeitraum als verschollene Filme gelten, kommt den erhaltenen Paper Prints eine große filmhistorische Bedeutung als Filmerbe zu. In Einzelfällen wurden noch bis 1940 Paper Prints eingereicht. Kemp R. Niver, der dafür 1955 einen Ehren-Oscar erhielt, entwickelte besondere Verfahren und Geräte zur Wiederherstellung der Paper Prints auf Filmmaterial.
Kemp Niver hatte bis 1967 alle etwa 3000 vollständig erhaltenen Filme auf 16-mm-Film kopiert, wobei allerdings deutliche Qualitätsverluste auftraten. Die Wiederherstellung der vollständigen Paper Prints auf 35-mm-Film und ihre Digitalisierung dauern bis heute an. Darüber hinaus gehört zur Sammlung noch ein Teilbereich von Abzügen, die nur einen Bruchteil von Filmen darstellen. Diese Paper Print Fragment Collection enthält Material von jenen Filmen, deren Copyright nur unter Vorlage von Kontaktabzügen einzelner oder weniger Einzelbilder bis hin zu kurzen Sequenzen aufeinander folgender Bilder angemeldet wurde. Diese Fragmente erlauben zwar keine Wiederherstellung ganzer Filme, sind aber dennoch von großem filmhistorischen Wert.

## Paper Prints im United States Copyright Office

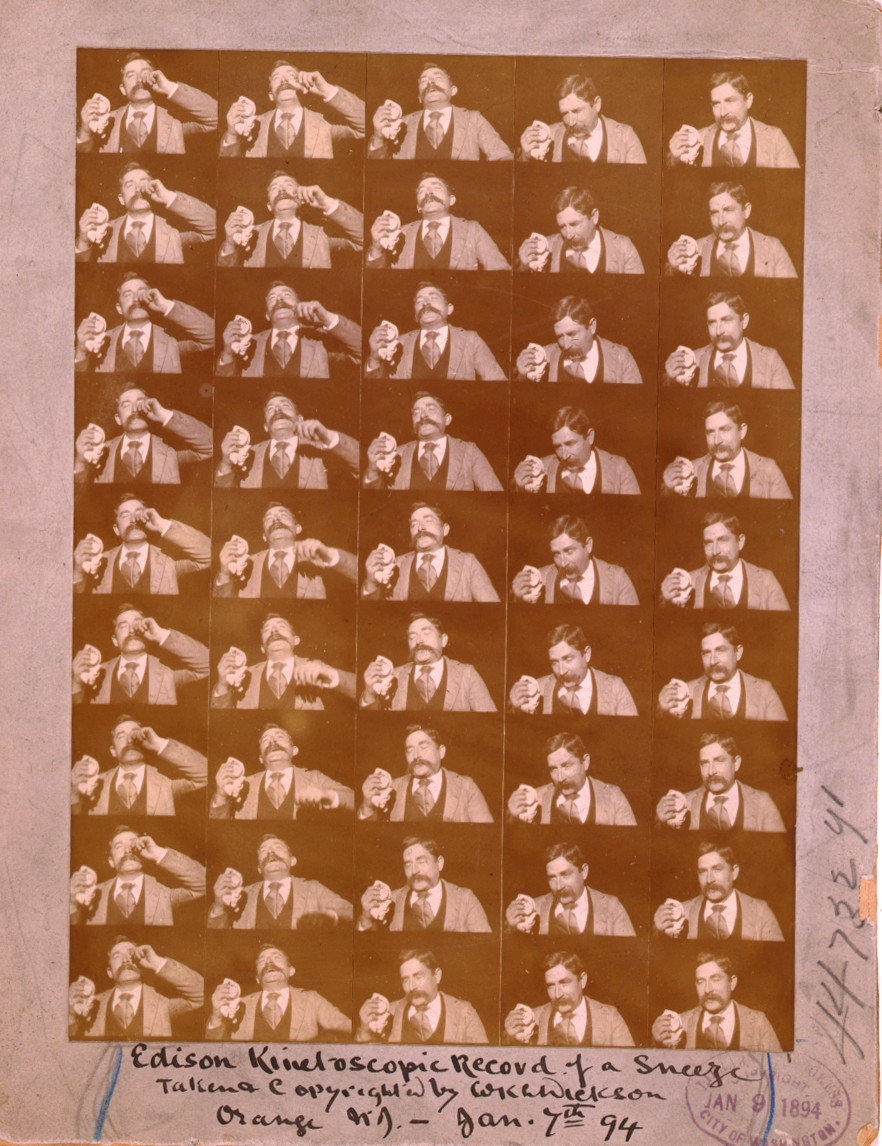
Fred Ott’s Sneeze in der Paper Print Collection, eingereicht am 7. Januar 1894

Auf der Grundlage des Paper Print restaurierte Fassung, 1953

### ErstePaper Prints
1891 begann mit der Entwicklung des Kinetographen und des Kinetoskops durch die US-amerikanischen Erfinder Thomas Alva Edison und seinen Assistenten William K. L. Dickson die Filmgeschichte der Vereinigten Staaten. Das Copyright Law erforderte seinerzeit eine Anmeldung zu schützender Werke und konnte auf das neue Medium Film nicht ohne Weiteres angewendet werden. Um für Filme urheberrechtlichen Schutz in Anspruch nehmen zu können, musste in der Zeit von 1894 bis 1912 ein Kontaktabzug der Filmbilder auf Papier eingereicht werden.
Die ersten Paper Prints reichte im August 1893 ein Mitarbeiter der Edison Studios, vermutlich William K. L. Dickson, zur Registrierung ein. Für diese und alle weiteren Paper Prints, die jeweils zahlreiche Einzelbilder enthielten, wurde die Registrierung als eine einzelne Fotografie – mit der einfachen Registrierungsgebühr – durchgeführt. Die ersten Paper Prints sind verschollen. Als ältester noch existierender Paper Print wurde am 9. Januar 1894 Fred Ott’s Sneeze unter dem Titel Edison Kinetoscopic Record of a Sneeze, January 7, 1894 registriert. In den folgenden beiden Jahrzehnten wurden mehrere Tausend Filme auf diese Weise angemeldet.
Eine Vielzahl der in der Paper Print Collection enthaltenen Filme sind Produkte betrügerischer Machenschaften. So wurde der Film Der große Eisenbahnraub (The Great Train Robbery) des US-amerikanischen Regisseurs Edwin S. Porter 1903 mit einem Paper Print angemeldet. Siegmund Lubin meldete im folgenden Jahr einen Film mit fast gleichem Titel an (Great Train Robbery), der entweder eine illegale Kopie von Porters Film oder eine Szene für Szene angefertigte detaillierte Nachstellung des Films ist. Andere Filme konnten als verschollen geglaubte Werke von Georges Méliès identifiziert werden.

### Vollständige Filme
In den Jahren von 1894 bis 1912 wurden in den meisten Fällen vollständige Filme auf Papierstreifen kopiert und aufgerollt eingereicht. Es gab jedoch keine feste Grenze, so meldete die American Film Manufacturing Company noch 1914 das Copyright für zwei Filme von Lorimer Johnston, die Verfilmung der Erzählung Das Heimchen am Herde von Charles Dickens und A Child of the Desert, unter Vorlage des kompletten Films als Paper Print an.
Die Paper Print Collection umfasst die gesamte Bandbreite der Filmproduktion, sowohl fiktionale Werke als auch Dokumentationen historischer Ereignisse und interessanter Begebenheiten aller Art. Dazu gehören Bilder – teilweise in Nachstellungen – vom Spanisch-Amerikanischen Krieg, dem Russisch-Japanischen Krieg, der Hinrichtung des William-McKinley-Attentäters Leon Czolgosz auf dem Elektrischen Stuhl und der Tötung des Elefanten Topsy durch elektrischen Strom, von den Schäden des Galveston-Hurrikans und frühe Werbespots und Bilder von Weltausstellungen. Die Sammlung ist jedoch keine lückenlose Überlieferung der von 1894 bis 1912 oder in einem beliebigen anderen Zeitraum in den Vereinigten Staaten produzierten Filme. Einzelne Filmstudios verzichteten auf das Copyright. Andere, wie die Edison Studios oder die American Film Company, schützten fast alle Produktionen.
Der Umfang der Sammlung beträgt mehr als 3000 vollständige Filme mit einer kumulierten Filmlänge von mehr als 3.000.000 Fuß Papier auf Rollen. Das entspricht einer Vorführdauer von mehr als 300 Stunden. Hinzu kommt die Paper Print Fragment Collection mit zehntausenden Einzelbildern oder kurzen Streifen, mit denen das Copyright weiterer 2474 Filme angemeldet worden ist.
- Aus der Paper Print Collection rekonstruierte Filme
- Rinder in den Union Stock Yards, 1897
- Werbung für Zigaretten, 1897
- Nachgestellte Hinrichtung des Präsidentenmörders Leon Czolgosz, 1901
- Christening and Launching Kaiser Wilhelm’s Yacht “Meteor”, 1902
- Tötung des Elefanten Topsy, 1903
- Nachstellung des Gefechts von Tschemulpo, 1904

### Paper Print Fragment Collection
Die Paper Print Collection ist unter Filmhistorikern und filmhistorisch Interessierten wegen ihres großen Bestands an vollständig auf Papierrollen kopierten 35-mm-Filmen bekannt geworden. Neben diesen Paper Prints im engeren Sinne gehört zur Sammlung aber auch ein Teil, der als Paper Print Fragment Collection erst spät von der Forschung wahrgenommen wurde. Es sind größtenteils nach 1912 entstandene Einzelbilder oder kurze Streifen von Kontaktabzügen, wobei die englische Bezeichnung fragment nicht auf einen isolierten Bruchteil eines ursprünglich vollständigen Films hinweist, sondern sich auf die Methode des Einreichens kurzer Filmsequenzen beim Copyright Office bezieht. Da das Copyright Law keine Bestimmungen für Filme enthielt, behalfen sich die Filmstudios mit dem Einreichen einer Vielzahl unterschiedlicher Materialien, neben kompletten Filmen auf Papier auch Filmen auf Zelluloid, Einzelbildern im Filmformat als Kopien auf Papier oder Zelluloid, Standbildern oder vergrößerten Einzelbildern und Daumenkinos. Solche Einzelbilder oder kurze Sequenzen erlauben keine Rekonstruktion des ganzen Films und viele US-amerikanische Filme sind daher trotz Anmeldung des Copyrights verschollene Filme. Andere, wie The Star of Bethlehem, sind nur teilweise überliefert.
Die zur Anmeldung des Copyrights eingereichten Materialien waren nicht nur von Studio zu Studio unterschiedlich, sondern wandelten sich auch innerhalb eines Studiobetriebs im Laufe der Zeit. So meldeten die Edison Studios ab Oktober 1896 für fast alle ihrer Filme das Copyright an. Von Oktober 1896 bis August 1897 reichten sie Streifen von Zelluloidfilm für jede einzelne Szene ein. Anschließend, bis 1905, wurden vollständige Filme als Paper Prints auf Rollen eingereicht, dann bis 1911 nur noch einzelne Bilder und später gar kein Bildmaterial mehr.
Die Anmeldungen des Copyrights wurden chronologisch durch handschriftliche Eintragungen in die Copyright Record Books erfasst, wobei auch die eingereichten Belege angegeben wurden. So kann der Umfang der Einlieferungen heute noch nachvollzogen werden. Die Paper Print Fragments sind jedoch nicht so dicht überliefert wie die vollständigen Paper Prints früherer Jahrzehnte. Nach 1912 reichten die Studios in großer Zahl vollständige Kopien auf 35-mm-Zelluloidfilm ein, die zusammen mit den Paper Print Fragments eingelagert wurden. Die chemische Zersetzung der Zelluloidfilme erfasste daher auch zahlreiche Paper Print Fragments, die unwiederbringlich zerstört wurden.

### Townsend Amendment von 1912
Mit Wirkung vom 24. August 1912 wurde das Copyright Law durch das Motion Picture Amendment oder Townsend Amendment auf Filme ausgeweitet. Damit wurden zusätzliche Möglichkeiten zum Erlangen urheberrechtlichen Schutzes für einen ganzen Film eröffnet, wie das Hinterlegen von Drehbüchern oder Einzelbildern. Dessen ungeachtet wurden noch bis 1939 vereinzelt Paper Prints eingereicht.
Das Einreichen von Paper Prints hielt auch nach der Änderung des Copyrights im Jahr 1912 an, da die Library of Congress die rechtlich mögliche Einlagerung des feuergefährlichen Celluloidfilms vermeiden wollte. Zwischen der Mindestanforderung eines einzigen Bildes von jeder Szene bis zur Abgabe vollständiger Filme als Paper Print oder auf Zellulosefilm existieren alle denkbaren Abstufungen. Vereinzelt wurden bis in die 1940er Jahre Paper Prints eingereicht, erst dann hatte die Library of Congress geeignete Lagerräume für Celluloidfilm.

## Vermeintlicher Verlust und „Wiederentdeckung“

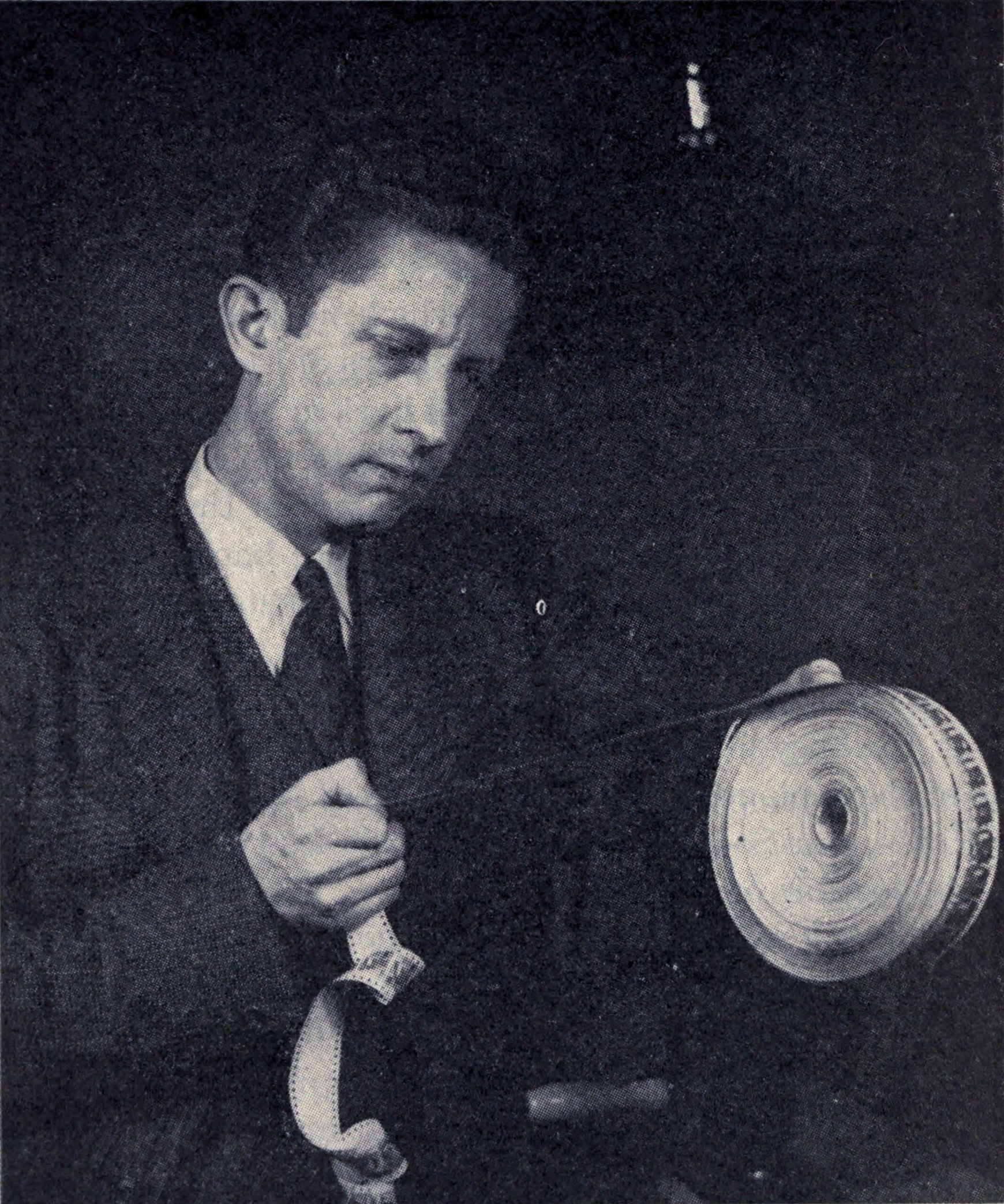
Howard Walls mit einer Rolle aus der Paper Print Collection, März 1943

Im Zusammenhang mit der Paper Print Collection wird die Legende verbreitet, die Sammlung sei über Jahrzehnte verschollen gewesen. Diese Schilderung entspricht nicht ganz der Wahrheit. Tatsächlich gab es wahrscheinlich jederzeit Mitarbeiter der Library of Congress, die von der Paper Print Collection und ihrem Aufbewahrungsort wussten. Sie maßen der Sammlung aber keine Bedeutung bei. Insbesondere war ihnen nicht bewusst, dass sie mehrere Tausend zum großen Teil verschollener Filme enthielt. Die Akten der Library of Congress weisen auf einen etwa 1937 oder 1938 erschienenen Zeitungsartikel mit dem Titel Early Movies Rot In Cellar, Priceless Records of a Great Industry Filed Away in Dusty Obscurity hin (deutsch, sinngemäß: Frühe Filme vergammeln im Keller. Unschätzbar wertvolle Zeugnisse einer großen Industrie werden im Staub vergessen). Dieser Artikel konnte jedoch bislang nicht aufgefunden werden.
Als Archibald MacLeish 1939 zum Leiter der Library of Congress ernannt wurde, begann er sofort damit, die unter seinen Vorgängern unerledigt gebliebenen Aufgaben anzugehen. Er führte eine umfassende Umstrukturierung der Library of Congress durch, mit der die zuvor 35 Verwaltungseinheiten in fünf Abteilungen zusammengefasst wurden. Eine davon war das Copyright Office. Dort begann man mit der Erstellung von Katalogen der Registrierungen, mit dem Verzeichnis der Filme war neben anderen Howard Walls befasst. Walls interessierte sich sehr für die Paper Prints und erhielt schließlich die Erlaubnis zur Katalogisierung dieser Sammlung in seiner Freizeit.
Im Sommer 1942 erhielt Walls erstmals Zugang zum Aufbewahrungsraum, einem Kellerraum im Hauptgebäude der Library of Congress. Er erinnerte sich später, dass das Schloss nicht mehr zu öffnen war und aufgesägt werden musste und dass der Raum bis zur Decke mit zahllosen Rollen von Paper Prints angefüllt gewesen sei. Walls’ Version von der alleinigen Entdeckung des „verschollenen“ Materials widersprach der Filmkritiker Theodore Huff. Huff war in den 1930er Jahren Mitarbeiter des Museum of Modern Art Department of Film, wurde aber nach anhaltenden Streitigkeiten mit seinem Kollegen Jan Leyda von der Kuratorin Iris Barry entlassen. Seit 1941 lebte er in Washington, D.C. und hatte ein großes Interesse daran, an der Bearbeitung des Bestands der Paper Prints beteiligt zu werden. In Briefen an Freunde und Bekannte stellte er sich 1942 und 1943 als eigentlichen Entdecker der Sammlung dar und nahm für sich in Anspruch, die National Archives and Records Administration und ihren optischen Drucker ins Spiel gebracht zu haben. Huffs Darstellung findet keinen Widerhall in Veröffentlichungen der Library of Congress, in denen er nicht einmal erwähnt wird. Im Frühjahr 1943 scheint der Kontakt zwischen Walls und Huff gänzlich abgebrochen zu sein, Huff äußerte sich jedoch noch Jahre später im privaten und beruflichen Umfeld abfällig über Iris Barry wie über Howard Walls und versuchte Ende 1947 ein letztes Mal, sich in Bezug auf die Paper Print Collection ins Geschäft zu bringen. Da Huffs Korrespondenz von detaillierter Kenntnis der Sammlung zeugt, ist seine frühe Beteiligung nicht zu bestreiten. Die Berechtigung der Ansprüche von Walls und Huff, die jeweils sich selbst die Priorität bei der Entdeckung und der Entwicklung des Restaurierungsverfahrens geben, ist ungeklärt.
Die ersten Catalogs of Copyright Entries für Filme erschienen in den Jahren 1951 (von 1912 bis 1939 registrierte Filme) und 1953 (Filme von 1894 bis 1912). Der Band mit den Registrierungen von 1894 bis 1912 ist der einzige mit der Angabe eines für die Zusammenstellung verantwortlichen Mitarbeiters, Howard Lamarr Walls.

## Restaurierung derPaper Prints

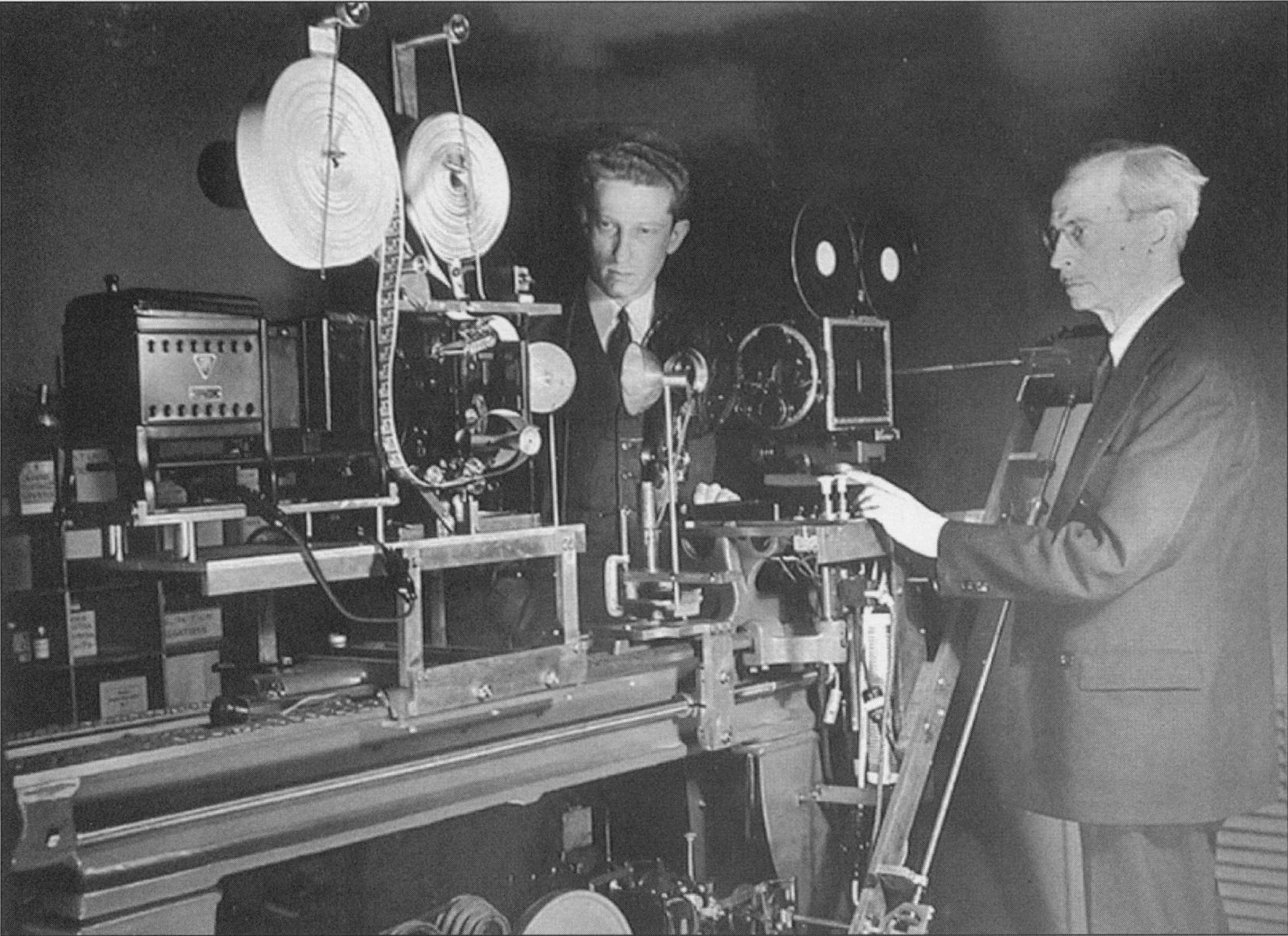
Howard Walls (links) und Carl Gregory beim Kopieren einer Rolle aus der Paper Print Collection, von Gregory umgebauter optischer Drucker, März 1943

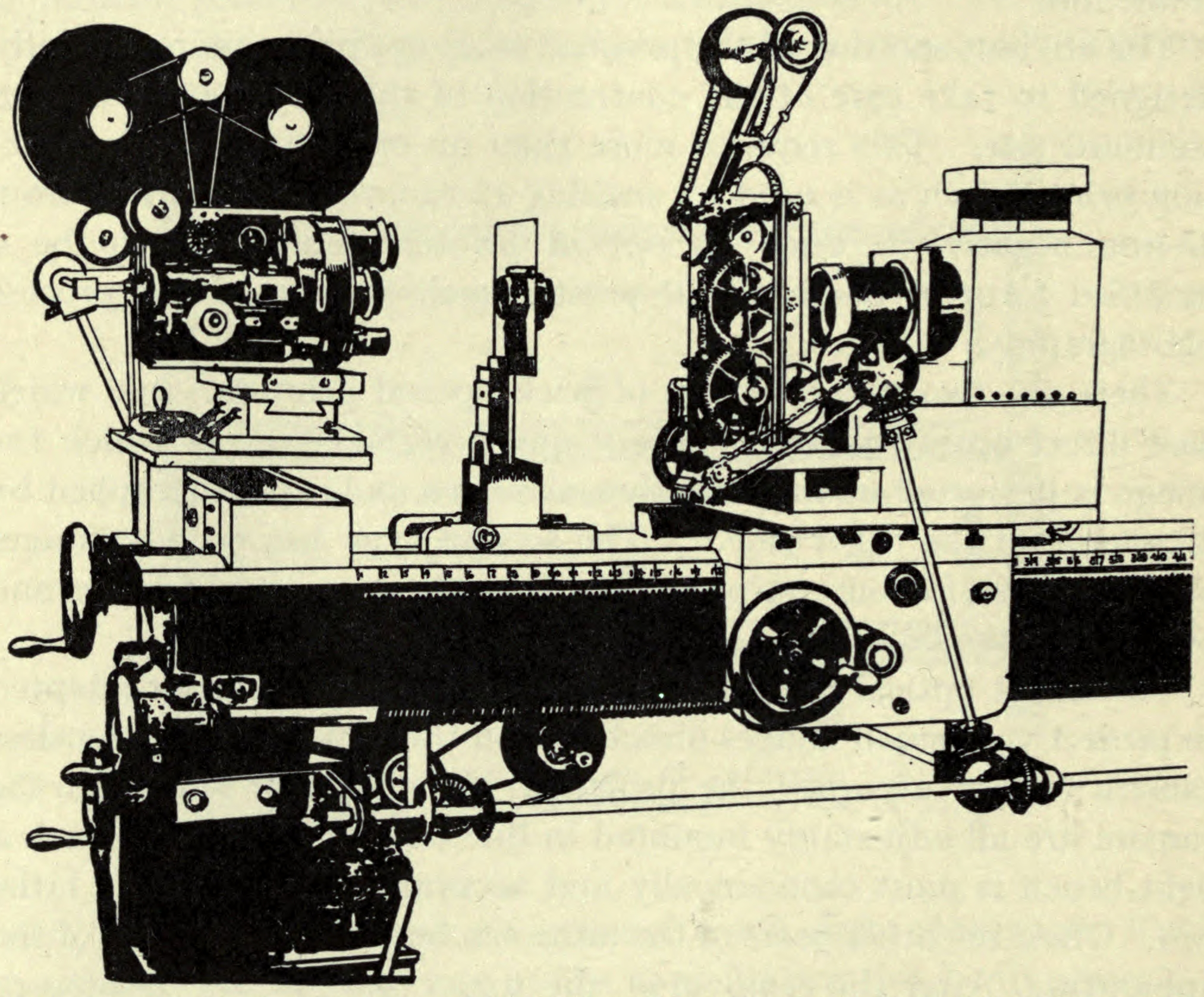
Optischer Printer von Carl Gregory, 1940. Zur Verarbeitung von Paper Prints wurde der Projektor (rechts) modifiziert.

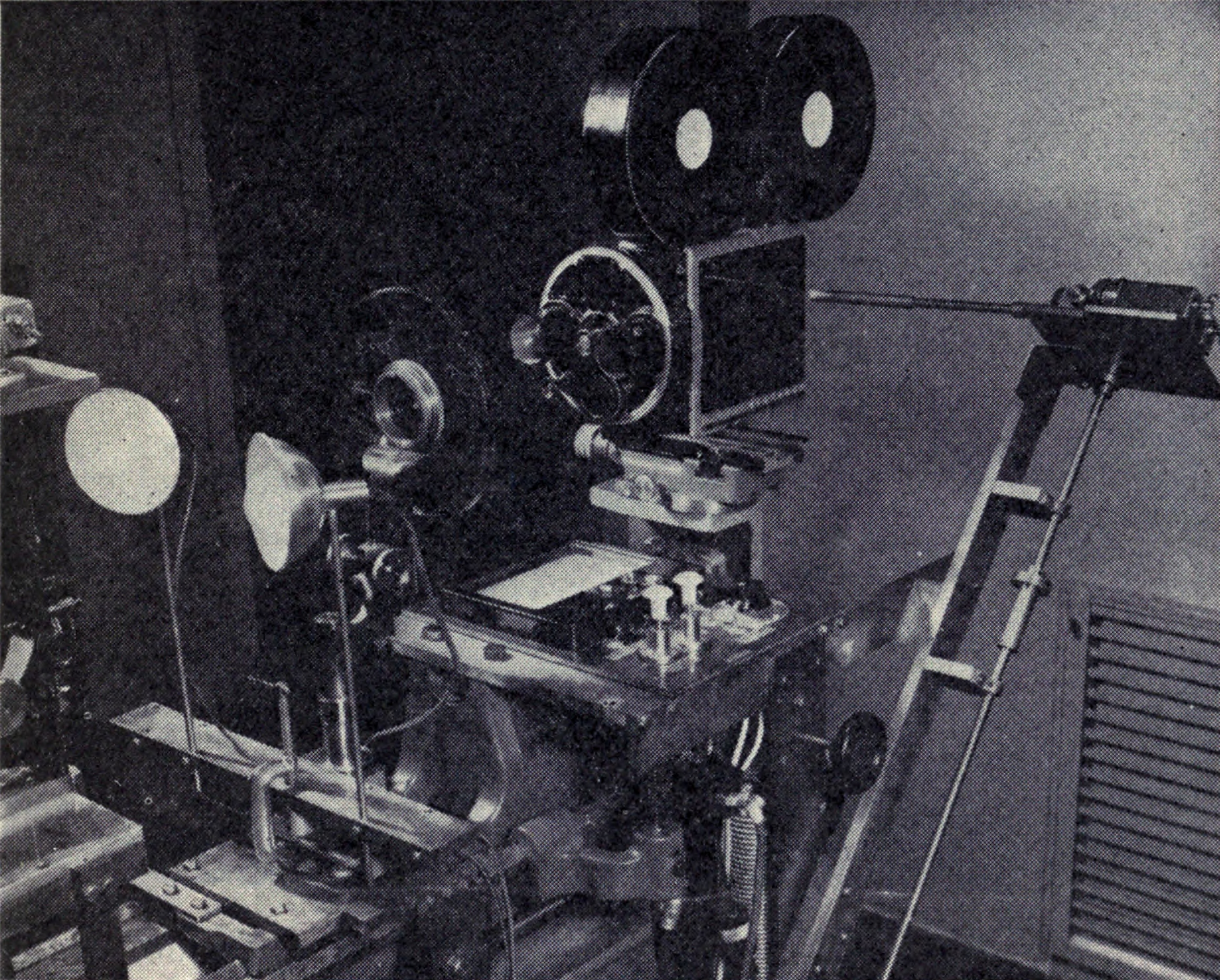
Carl Gregorys Optischer Printer, Reflektoren zum Anleuchten der Bilder, Scheibe mit Linse, Kamera ohne Linse

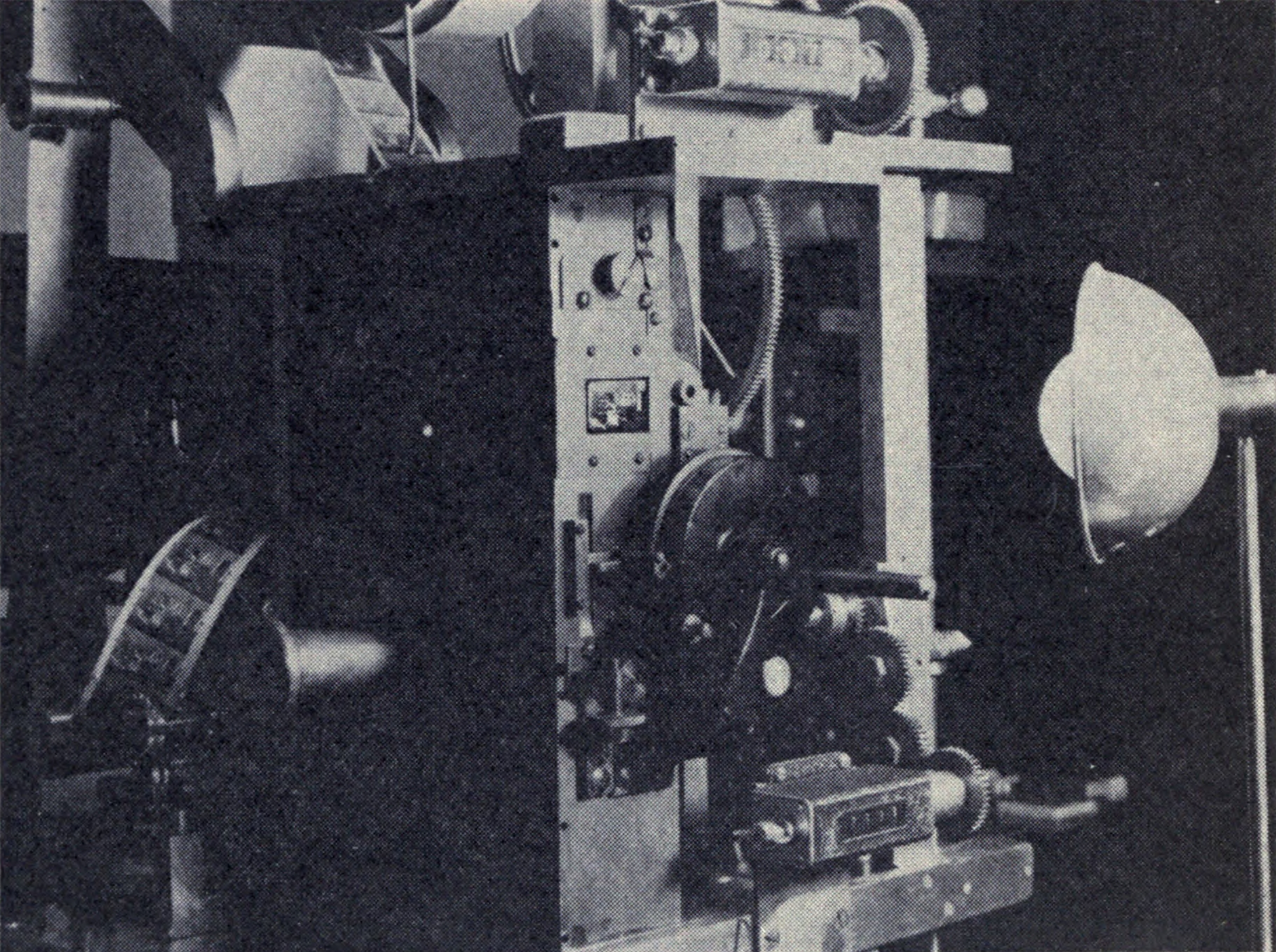
Nahansicht mit Reflektor, Bild in der Aufnahmeöffnung sichtbar, diverse Abdeckungen entfernt

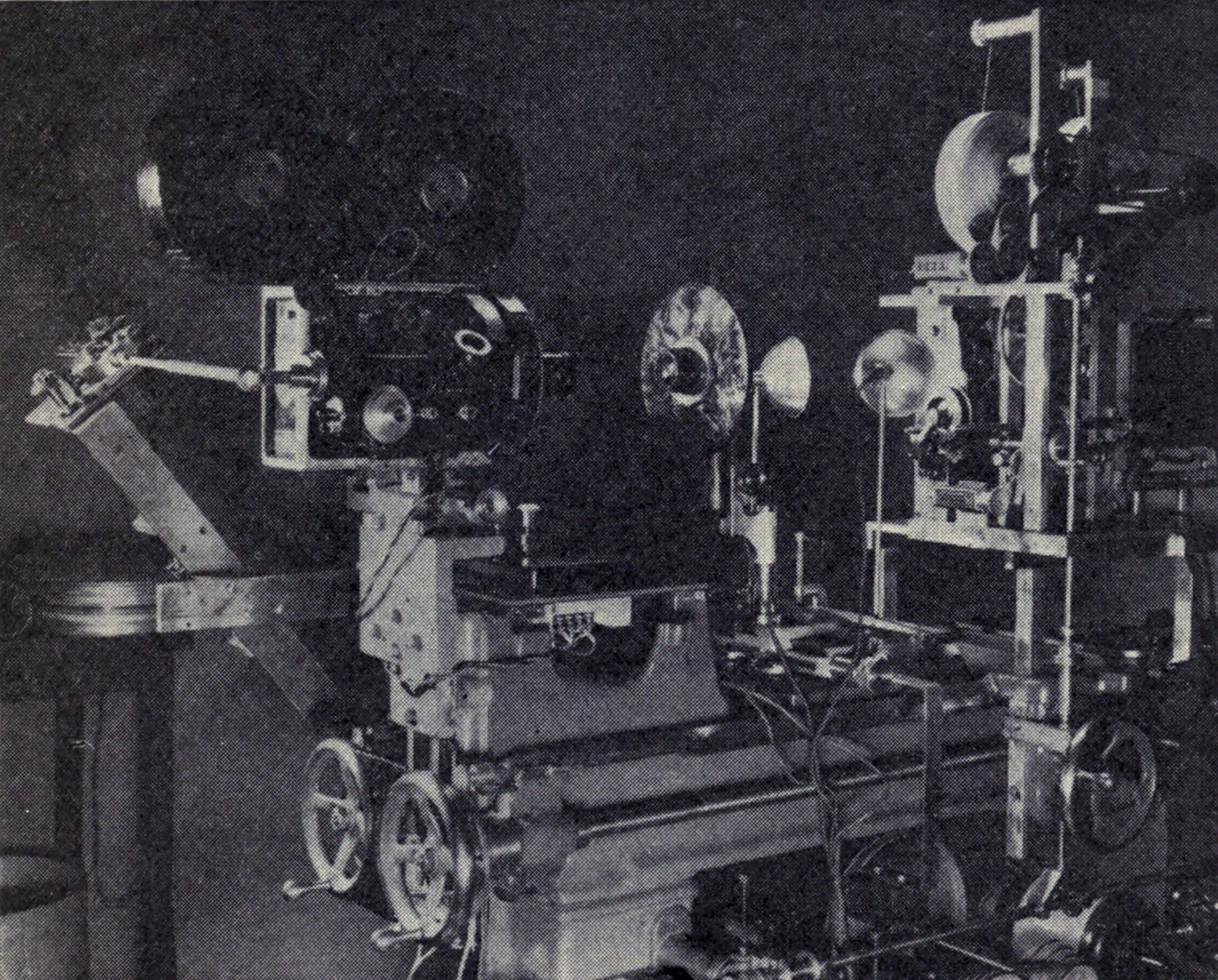
Optischer Printer, Ansicht von hinten

Die Paper Prints befanden sich nach Jahrzehnten der Lagerung in einem grundsätzlich hervorragenden Zustand. Die meisten Filme waren mit Ausnahme weniger äußerer Schichten durch die aufgerollte Lagerung geschützt, sodass Luft und Feuchtigkeit die empfindliche Emulsionsschicht nicht zerstörten. Allerdings war das Bromidpapier spröde geworden und beim flachen Ausbreiten trat eine starke Faltenbildung auf. Der Filmrestaurator Kemp R. Niver verglich den Zustand der bildtragenden Emulsionsschicht auf den Papierstreifen nach Jahrzehnten der Lagerung in aufgerolltem Zustand mit den tiefen Falten auf der Innenfläche einer entspannten Hand. Mit dem Strecken der Handmuskulatur verschwinden die starken Falten. Beim flachen Ausbreiten des aufgerollten Films, dessen Emulsionsschicht außen liegt, wird das aufgerollt glatte Bild durch den starken Faltenwurf entstellt. Die Paper Prints mussten zunächst in Flüssigkeit eingeweicht und dann in plan gelegtem Zustand wieder getrocknet werden. Dadurch gewann das spröde gewordene Trägermaterial seine Elastizität zurück, das Bild erhielt einen matten Glanz und die Qualität der Abbildung wurde auch sehr verbessert.
Die Restaurierung der Filme der Paper Print Collection – im Sinne der Wiederherstellung vollständiger Filme auf Kinefilm in verschiedenen Formaten oder in digitalisierter Form – begann in den frühen 1940er Jahren und ist bis heute nicht abgeschlossen. Es lassen sich mindestens sechs Phasen der Restaurierung unterscheiden, die sich teilweise überschnitten haben, die einen verschieden großen Teil der Sammlung umfassten, und deren Verfahren wiederholt durch neue Technologien übertroffen und ersetzt wurden.

### Howard Walls und Carl Gregory (1943–1945)
Anfang 1943 nahm Howard Walls mit Carl Gregory Kontakt auf. Es stellte sich heraus, dass Gregory die Paper Prints bereits kannte. In seiner Jugend hatte er für die Edison Studios gearbeitet und zu seinen Aufgaben gehörte das Anfertigen von Paper Prints. Gregory war zuversichtlich, dass die Rückübertragung auf Film möglich sei. Zu diesem Zweck modifizierte er einen in der National Archives and Records Administration eingesetzten und von ihm selbst entwickelten Optischen Printer, der ursprünglich für die Verarbeitung brüchigen und zerknitterten Rollfilms gedacht war. Die Ergebnisse erster Tests stellten Gregory und Walls am 5. März 1943 in New York City auf einer Konferenz der Society of Motion Picture Engineers vor. Am folgenden Tag berichtete die New York Times über das Restaurierungsprojekt, wobei unter Berufung auf Walls eine Zahl von 5000 zu bearbeitenden Filmen aus der Zeit von 1897 bis 1917 angegeben wurde.
Im März 1944 erschienen in der filmtechnischen Fachzeitschrift Journal of the Society of Motion Picture Engineers zwei Artikel von Howard Walls und Carl Gregory, in denen sie Einzelheiten zur Paper Print Collection und zum Restaurierungsverfahren mitteilten. So war anders als bei Filmmaterial kein Durchleuchten des Bildstreifens möglich. Das Trägermaterial ist opak und muss von der Bildseite her angeleuchtet und abfotografiert werden. Dem Problem der unterschiedlichen Transportlöcher begegnete Gregory und später auch Dunn mit einem selbst entwickelten Transportsystem, das die Verarbeitung aller 35-mm-Filme erlaubte. Abweichenden Bildformaten der Vorlage wurde mit Einstellmöglichkeiten am Optischen Printer begegnet, der 35-mm-Rollfilm mit und ohne Tonspur belichten konnte.

### Richard Fleischer und Linwood Dunn (1943–1949)
RKO-Pathé hatte seinerzeit die recht erfolgreiche Serie Flicker Flashbacks im Programm, in der historische Stummfilme meist komischen Inhalts mit Musik und einem gesprochenen Text unterlegt wurden. Verantwortlicher Regisseur der Reihe war Richard Fleischer, der den Artikel in der New York Times gelesen hatte und eine Möglichkeit zum Erschließen von Filmen für seine Reihe sah. Fleischer bot der Library of Congress für die Gewährung der Aufführungsrechte an, Paper Prints auf Film zu kopieren und der Library eine Kopie zu überlassen.
Die Library of Congress und Richard Fleischer einigten sich auf folgenden Ablauf: Fleischer teilte Howard Walls mit, zu welchem Thema er Filmmaterial haben wolle. Walls erstellte eine Liste, aus der Fleischer die ihn interessierenden Titel auswählen konnte. Er schickte dann eine Bestellung an die National Archives and Records Administration und die Library of Congress, die ihm wiederum den Aufwand in Rechnung stellten. Den unbelichteten Rollfilm für die Kopien stellte RKO-Pathé zur Verfügung. Diese Phase der Restaurierungen lief bis etwa 1945, dann benötigte die NARA ihre technische Ausstattung für eigene Aufgaben. Fleischer fand schon 1943 eine alternative Lösung, die Paper Prints wurden nunmehr an RKO-Pathé geschickt, wo Fleischers Mitarbeiter Linwood G. Dunn das Kopieren mit einem von ihm selbst entwickelten Optischen Printer besorgte. Die Restaurierungen in Zusammenarbeit mit RKO-Pathé liefen bis zum Frühjahr 1949 zumindest sporadisch weiter, dann wurden die Flicker Flashbacks eingestellt.

### Howard Walls und die Academy of Motion Picture Arts and Sciences (1947–1953)
Im Frühjahr 1945 hatte Luther H. Evans, der neue Leiter der Library of Congress, damit begonnen, die Filmabteilung drastisch aufzuwerten. Als er für das Haushaltsjahr 1947/48 beim Kongress den Ausbau des Stellenplans der Filmabteilung von 17 auf 72 Stellen beantragte, wurden ihm fast alle Mittel gestrichen; insbesondere für die Filmrestaurierung stand kein Geld mehr zur Verfügung. In dieser Situation wandte sich Howard Walls mit Evans’ Einverständnis an die Academy of Motion Picture Arts and Sciences. Deren Geschäftsführerin Margaret Herrick war schnell von Walls Projekt begeistert und organisierte ein Abendessen mit Walls, ihr selbst und den Vorstandsmitgliedern Walter Wanger, Jean Hersholt, Donald Nelson, Sam Brown, Mary McCarthy und Michael Romanoff in Romanoff’s Restaurant. Walls wurde die Stelle eines Kurators der Filmsammlung der Akademie angetragen, seine Hauptaufgabe sollte die Aufsicht über das Joint Venture mit der Library of Congress sein. Am 15. Oktober 1947 erschien in der Zeitschrift Variety eine kurze Notiz, in der über die Pläne berichtet wurde. Dass Walls als Entdecker der Filme bezeichnet wurde und für sich angeblich in Anspruch nahm, der Entwickler des Restaurierungsverfahrens zu sein, veranlasste Theodore Huff noch einmal zur Intervention. Am 11. November 1947 schrieb er einen Brief an Jean Hersholt, in dem er die Rolle des „publicitysüchtigen Opportunisten“ Walls bestritt. Ungeachtet dieser Auseinandersetzung, die im folgenden Jahr mit der gerichtlichen Niederlage Huffs endete, unterzeichnete die Academy am 2. Dezember 1947 die Verträge mit der Library of Congress.
Im Februar 1948 wurden die ersten 69 Paper Prints an die Academy verschickt. Bereits im Frühsommer wurde bekannt, dass Walls Schwierigkeiten bei der Beschaffung der Mittel für das Restaurierungsprojekt habe. Im Januar 1950 forderte die Library of Congress von Walls einen Bericht über den Fortgang der Arbeiten. Sie wurde von Walls unter Hinweis auf seine Bemühungen zur Finanzierung und zur Lösung technischer Probleme vertröstet und gewährte eine Verlängerung der Leihfrist von sechs Monaten. Im Juli 1950 schrieb Walls an die Library of Congress, dass er möglicherweise mit der Ford Foundation bei der Mittelbeschaffung zusammenarbeiten könne und dass er zuversichtlich sei, 300.000 US-Dollar zu beschaffen. Die Library of Congress fragte wiederholt nach Ergebnissen und war besorgt, dass Walls mehr Filme zur Bearbeitung haben wollte, aber keine Kopien bearbeiteter Filme zurückschickte. Eine bereits 1947 von Walter Wanger in Aussicht gestellte Anschubfinanzierung in Höhe von 75.000 US-Dollar war nie eingetroffen und auch Margaret Herrick wurde zunehmend ungeduldig. Im Januar 1951 schickte Walls zwei bearbeitete Filme an die Library of Congress, den Bild für Bild von Hand kopierten The Doctor’s Bride der Lubin Manufacturing Company aus dem Jahr 1909 und den maschinell kopierten Hash House Mashers der Keystone Studios von 1915. Erwartungsgemäß war der von Hand kopierte Film von deutlich besserer Qualität. Die mageren Ergebnisse halfen Walls nicht mehr, er wurde von allen Seiten unter Druck gesetzt und es kamen Gerüchte auf, einige der ihm überantworteten Filme seien verschwunden.
Die Academy engagierte 1952 zur Wiederbeschaffung der von Walls an mehrere Stellen verschickten und nicht mehr nachzuweisenden Paper Prints den ehemaligen Polizisten und Privatdetektiv Kemp Niver, der schon früher in ihrem Auftrag gearbeitet hatte. Niver hatte rasch Erfolg und konnte die vermissten Paper Prints auffinden. Walls wurde von Herrick vor die Wahl gestellt, selbst zurückzutreten oder entlassen zu werden. Der daraufhin zurückgetretene Walls wurde allerdings von der Academy im Mai 1953 mit deutlich beschnittenen Kompetenzen und zu einem deutlich geringeren Gehalt wieder eingestellt, um den bestehenden Kontakt mit der Library of Congress aufrechtzuerhalten.
In der Zwischenzeit hatte Kemp Niver gegenüber der Academy durchblicken lassen, dass er sich mit Fotografie und Filmtechnik ein wenig auskenne. Er war bereits mit einigen der wiederbeschafften Paper Prints nach Washington, D.C. gereist und hatte vergeblich versucht, sie bei verschiedenen Filmlaboren kopieren zu lassen. Daraufhin hatte er ein Gerät zum Kopieren der Paper Prints entwickelt und gebaut. Er konnte die Academy von einem Test überzeugen, der zur allseitigen Zufriedenheit ausfiel. Howard Walls trat zum 31. August 1953 erneut zurück und Margaret Herrick teilte mit, dass Kemp Niver nunmehr das Projekt übernehmen könne.

### Kemp R. Niver (1953 bis 1967)
Die Academy of Motion Picture Arts and Sciences bot der Library of Congress an, Paper Prints zu einem Preis von 32 Cent pro Fuß auf 16-mm-Kinofilm zu kopieren. Die Library of Congress nahm das Angebot an und die Academy schloss mit der von Kemp Niver zu diesem Zweck gegründeten Primrose Productions (ab 1954: Renovare Film Company) einen entsprechenden Vertrag. Die ersten zwölf restaurierten Filme wurden am 30. November 1953 von der Academy und der Library of Congress im Rahmen einer Pressevorführung gezeigt. Anfang 1954 begann die Restaurierung der Filme in großem Maßstab. Das Library of Congress Paper-Print Conversion Program wurde von der Academy of Motion Picture Arts and Sciences gestartet und zwei Jahre lang finanziert. Der Kongress der Vereinigten Staaten folgte einem Gesetzentwurf des kalifornischen Senators Thomas H. Kuchel und stellte 1958 weitere Mittel zur Verfügung, mit denen das Projekt bis 1964 fortgeführt werden konnte.
Für das Fotografieren der Paper Prints wurden 1953 Kameras benutzt, mit denen Bild für Bild einzeln und von Hand aufgenommen wurde. Wahrscheinlich war die Entscheidung, die überwiegend in breiterem Format vorliegenden Paper Prints auf 16-mm-Film zu kopieren, aus der Überlegung getroffen worden, dass sie im Fernsehen vorgeführt würden. Mit dem Kopieren auf schmaleren Film war ein auch damals offensichtlicher Qualitätsverlust verbunden, der allerdings bei der seinerzeit noch schlechteren Bildqualität im Fernsehen keine Bedeutung hatte. Neben dem Qualitätsverlust durch die Übertragung auf schmaleren Film entsprechen die von Kemp angefertigten Kopien vielfach nicht dem Original, weil beim Kopierprozess einzelne Bilder, die das Bedienpersonal als mangelhaft empfand, ausgelassen wurden.
Bis 1964 war die Ausstattung der Restauratoren deutlich verbessert worden. Die zu dieser Zeit eingesetzten Kopiersysteme konnten 16.000 Bilder in sechs Stunden fotografieren. Bis 1967 wurden von Nivers Firma alle 3000 Paper Prints auf 16-mm-Film übertragen. Der von Kemp Niver benutzte Optische Printer wurde 1967 an das Department of Photography and Cinema der Ohio State University abgegeben und dort weiter bei der Restaurierung historischer Filme eingesetzt, namentlich beim Umkopieren von Zelluloidfilm auf Sicherheitsfilm.

### University of California (ab 1985)
Mitte der 1980er Jahre kopierten Kemp Nivers früherer Assistent William Ault und andere an der University of California in Los Angeles Paper Prints auf 35-mm-Film. Dazu wurde zunächst einer der Optischen Printer, die Niver verwendet hatte, auf 35-mm-Film umgerüstet. Da die Ergebnisse unbefriedigend ausfielen, nutzte man bald einen Optischen Printer mit Computersteuerung, der die elektronische Justierung der einzelnen Bilder erlaubte.

### National Digital Library Program (ab 1995)
Beginnend mit dem Jahr 1995 kopierte auch die Library of Congress Filme der Paper Print Collection auf 35-mm-Film. Dabei wurden die Bildrahmen erstmals computergesteuert justiert, um das Flimmern zu reduzieren. Beides, das breitere Filmformat und die Computersteuerung des Fertigungsprozesses, lieferten Kopien in bisher unerreichter Qualität. Diese Kopien wurden im Rahmen des National Digital Library Program digitalisiert und online verfügbar gemacht.
Im Unterschied zu den Arbeiten Nivers aus den 1960er Jahren wurde bei Restaurierungen seit den 1990er Jahren streng auf die originalgetreue Reproduktion geachtet. So werden auch einzelne Bilder und ganze Sequenzen mitkopiert, die falsch belichtet waren oder während der Lagerung beschädigt wurden.

### M/B/RS Motion Picture Conservation Center der Library of Congress (seit etwa 2000)
Das M/B/RS Motion Picture Conservation Center in Dayton, Ohio, eine Einrichtung der Motion Picture, Broadcasting, and Recorded Sound Division der Library of Congress, fing Ende des 20. Jahrhunderts an, die Paper Prints auf 35-mm-Film zu kopieren. Diese Kopien auf 35-mm-Fim waren die Grundlage für ein Projekt, das 341 digitalisierte Filme und 81 Tonaufnahmen der Edison Studios auf der Website der Library of Congress verfügbar machte. Seit seiner Eröffnung im Jahr 2007 gehört die Digitalisierung der Paper Prints zu den Aufgaben des National Audio-Visual Conservation Center in Culpeper, Virginia. Es wird angestrebt, die gesamte Paper Print Collection einschließlich der nur fragmentarisch erhaltenen Filme zu digitalisieren und sie online verfügbar zu machen.

## Probleme bei der Restaurierung
Die Wiederherstellung der Filme stieß im Einzelfall auf Schwierigkeiten, die zunächst unüberwindlich schienen und einen erheblichen Lösungsaufwand verursachten. Kemp R. Niver nannte 1964 – zehn Jahre nach Beginn der Restaurierungen – eine Zahl von 27 derartiger Probleme, von denen jedes auf einer noch nicht bearbeiteten Papier-Rolle wieder auftauchen konnte. Davon waren 13 bereits in den ersten drei Wochen der Arbeiten erkannt worden, nach zwei Jahren waren 15 dieser Probleme bekannt.
In den ersten Jahrzehnten der Filmproduktion gab es keinen Standard für das Filmformat. Jeder Hersteller einer Filmkamera folgte dem, was er selbst für sinnvoll hielt, und damit waren die Filme nicht miteinander kompatibel. Das galt auch für die Vorführgeräte; Filme verschiedener Produzenten erforderten jeweils eine eigene Vorführtechnik. Die Unterschiede betrafen nicht nur die Breite des Films oder die Abmessungen der einzelnen Bilder, sondern auch Größe, Abstände und Anordnung der Transportlöcher an den Rändern. Weitere Aspekte waren, dass die fotochemischen Eigenschaften der Filme und des Bromidpapiers für die Herstellung der Paper Prints extremen Schwankungen unterlagen und die individuelle Arbeitsweise der Kameraleute und der Mitarbeiter in den Kopierbetrieben großen Einfluss auf das Aussehen von Filmbildern und Paper Prints hatte.
Bereits der Kurzfilm Fred Ott’s Sneeze, der als erster Paper Print registriert und als einer der ersten zur Restaurierung vorgesehen war, bot mehrere Probleme. So waren auf dem Paper Print keine Transportlöcher erkennbar, die eine wichtige Hilfe beim Synchronisieren der Bildsequenzen sind, der Abzug wies auch keine erkennbaren Trennlinien zwischen den aneinander grenzenden Bildern auf und die Bildfrequenz war unbekannt. Es stellte sich erst bei der Restaurierung heraus, dass der Film mit wesentlich höherer Bildfrequenz als den später üblichen 16 oder 22 Bildern pro Sekunde aufgenommen worden ist und dass der Paper Print nur einen Bruchteil der Bilder des vollständigen Films enthielt.
Ein häufiges Problem waren ungewöhnliche Filmformate. So waren dem Filmpionier Enoch J. Rector Weitwinkelobjektive unbekannt, für seinen Film The Corbett-Fitzsimmons Fight wählte er ein mit 75 mm ungewöhnlich breites Filmformat. Ähnlich breiten Film hatte das Mutoskop, und die American Mutoscope and Biograph Company arbeitete mit einer Kamera, die 68-mm-Film ohne Transportlöcher belichtete.
Ein weiteres häufig auftretendes Problem war die Vielgestaltigkeit der Transportlöcher. Die Edison Manufacturing Company hatte einige ihrer Entwicklungen zum Patent angemeldet, darunter auch den Vorschub des Films in Kameras und Projektoren mithilfe einer Kombination von Transportlöchern im Film und einem dazu passenden Transportmechanismus. Die Patente wurden von zahlreichen Herstellern von Kameras und Projektoren dadurch umgangen, dass die Transportlöcher vom Edison-System abweichend gestaltet wurden. Wegen der großen Variabilität der Transportlöcher an den Rändern der Filme entschloss sich die Renovare Corporation bald, auf Transportlöcher als Steuerungselement in ihrem Verarbeitungsprozess zu verzichten.
Aus heutiger Sicht können die Restaurierungen durch Howard Walls, Richard Fleischer und Kemp Niver nicht mehr befriedigen. Die Filme der Biograph Company waren auf 68-mm-Film gedreht und im Rahmen der Restaurierung in den 1940er bis 1960er Jahren auf 16 mm reduziert worden. Damit war ein erheblicher Qualitätsverlust verbunden, dem spätere Kopien auf 35-mm-Film in geringerem Maß unterlagen und der heute mit der Möglichkeit der digitalen Bearbeitung weitgehend vermieden wird.

## Filmhistorische Bedeutung
Die Paper Prints sind in vielen Fällen die einzige Überlieferung der Filme, da der frühe Zelluloidfilm binnen weniger Jahrzehnte durch chemische Zersetzung zerstört wurde. Darüber hinaus war das Filmmaterial extrem feuergefährlich und löste nicht nur eine Vielzahl von Brandkatastrophen in Kinos aus, sondern bedingte auch Totalverluste ganzer Filmarchive. Die Cinémathèque Française verlor noch 1959 und 1980 tausende filmhistorisch wertvolle Filme durch Brände. Eine bedeutende Ursache für den Verlust von Filmen war das mangelnde Interesse an ihrer Erhaltung. Filme waren Massenprodukte und Verbrauchsmaterial. Sobald aus einer Produktion kein wirtschaftlicher Nutzen mehr gezogen werden konnte, verursachte ihre Lagerung hohe Kosten und war gefährlich. Das Material wurde gelegentlich als Rohstoff für die Industrie verwendet, so in Frankreich ein großer Teil des Werks von Georges Méliès. Die Anmeldung des Copyrights durch das Hinterlegen einzelner Bilder jeder Filmszene war in anderen Ländern das übliche Verfahren. So existiert mit der British Film Copyright Collection eine umfangreiche Sammlung von Einzelbildern früher britischer Filme, die aber nur die Existenz eines Films belegen und Rückschlüsse auf Titel und Produzenten erlauben. Eine Rekonstruktion ganzer Filme ermöglichen sie nicht.
Die Einzelbilder und Sequenzen der Paper Print Fragment Collection können dort als Vergleichsmaterial dienen, wo Filmkopien existieren, aber die Reihenfolge der Szenen nicht der ursprünglichen Fassung entspricht oder wo Teile eines Films verloren gegangen sind. Der Wert der erhaltenen Bilder wird durch die Register des Copyright Office noch gesteigert, die vielfach zu den Bildern noch die vorgesehene Reihenfolge, Bildtitel oder Textanmerkungen enthalten.
Die Filme der Paper Print Collection machten den weitaus größten Teil der mehreren Hundert 1978 in Brighton beim Kongress der Fédération Internationale des Archives du Film (FIAF) gezeigten fiktionalen Filme aus. Diese Veranstaltung gilt als ein Meilenstein der Filmgeschichte, weil Filmhistoriker bis dahin Filme aus dem betroffenen Zeitraum von 1900 bis 1906 nur aus den Erinnerungen von Zeitzeugen und lückenhaft überlieferten Archivalien erschließen konnten. Nun waren sie zur Arbeit mit den Filmen selbst befähigt, was das Bild der frühen Stummfilmzeit radikal veränderte.
Seit 2014 ist die Paper Print Collection Kooperationspartner des Dartmouth College in Hanover, New Hampshire. Dort wird im Rahmen des medienwissenschaftlichen Media Ecology Project die Sammlung als ein Pilotprojekt unter verschiedenen Aspekten erforscht. Die Ergebnisse werden seit 2015 veröffentlicht.

## Nutzung derPaper Print Collection
US-amerikanische Filmemacher wie Ken Jacobs, Hollis Frampton und Ernie Gehr nutzten seit den 1960er Jahren die restaurierten Filme der Paper Print Collection ausgiebig für eigene Filmprojekte. Hintergrund ist neben dem einzigartigen Blick in die Geschichte der Vereinigten Staaten auch der Aspekt der Gemeinfreiheit fast aller Werke. Ein Beispiel ist Ken Jacobs’ 2004 veröffentlichter mehr als sechs Stunden langer Experimentalfilm Star Spangled to Death, der fast ausschließlich aus historischen Filmdokumenten besteht und auch in großem Umfang Filme der Paper Print Collection beinhaltet.
Der US-amerikanische Filmemacher und Künstler Bill Morrison, der in seinen Filmen ebenfalls häufig historisches Filmmaterial verwendet, drehte 1996 seinen zwölfminütigen Kurzfilm The Film of Her. Darin nutzt er die Geschichte der Paper Print Collection als Rahmen für eine fiktive Handlung, in der ein Archivar der Library of Congress die Sammlung entdeckt und restauriert. Angetrieben wird er von seinem Interesse an einem pornografischen Stummfilm, The Film of Her, den er als Junge sah. Erst im Nachspann wird die Verbindung zwischen den namentlich ungenannten Protagonisten des Films und Howard Walls und Kemp Niver geschaffen.
Das vollständige Umkopieren der Paper Print Collection auf 16-mm-Film war Mitte der 1960er Jahre abgeschlossen. Damit waren die Filme grundsätzlich für die Vorführung verfügbar. Allerdings wurden bis 2017 nur etwa 500 Filme aus dem Bestand, das sind weniger als 20 Prozent, digitalisiert und online verfügbar gemacht, obwohl fast das gesamte Material gemeinfrei ist. Die filmhistorische Forschung musste lange auf die Kopien in der Library of Congress zurückgreifen und das interessierte Publikum ist bis heute weitgehend ausgeschlossen.